# جيمس جي. غريغوري
جيمس جي. غريغوري (بالإنجليزية: James G. Gregory)‏ هو سياسي أمريكي، ولد في 12 مايو 1843 في نوروولك في الولايات المتحدة، وتوفي بنفس المكان في 1 فبراير 1932. حزبياً، نشط في الحزب الجمهوري. وقد انتخب عضو مجلس نواب كونيتيكت.